# Swiss Cottage (metrostation)
Swiss Cottage is een station van de metro van Londen aan de Jubilee Line. Het metrostation, dat in 1939 is geopend, ligt in de wijk Swiss Cottage. Het is genoemd naar de pub Swiss Cottage uit 1803, oorspronkelijk The Swiss Tavern genaamd, die net als het station aan de kruising van Finchley Road , Avenue Road en College Crescent ligt.

## Geschiedenis
De ontwikkeling van metroland, de woonwijken in het noordwesten van de stad, in de jaren 20 en 30 van de twintigste eeuw betekende dat de Metropolitan Railway naar deze wijken steeds verder belast werd. De Metropolitan Railway had bovengronds al een sneldienst en stopdienst ingevoerd door twee  aanvullende sporen voor de sneldienst te leggen. De overgang van het viersporige bovengrondse deel op het dubbelsporige ondergrondse deel bij Finchley Road vormde een groeiend probleem door het stijgende aantal reizigers.
In 1933 werd het openbaar vervoer in Londen genationaliseerd in de London Passenger Transport Board (LPTB) die de Metropolitan Railway omdoopte in Metropolitan Line. Nu de Metropolitan Line en de tubes in een hand waren werd besloten om de flessenhals op te lossen door een aftakking van de Bakerloo Line tussen Baker Street en Finchley Road te bouwen. De bouw begon in april 1936 in het kader van het New Works Programm. Op 20 november 1939 werden de binnenste sporen van het bovengrondse traject, de Stanmoretak, gekoppeld aan de nieuwe tunnel en werden de diensten naar Stanmore overgenomen door de Bakerloo Line via de nieuwe tunnels ten noorden van Baker Street. Het noordelijkste van de twee stations in de nieuwe tunnel was Swiss Cottage waar de perrons, op 17 meter diepte, onder die van de Metropolitan Line kwamen. Het station kon dus ook gebruikt worden door overstappers tussen de Metropolitan en Bakerloo Line. Dit was echter van korte duur want op 17 augustus 1940 werden de perrons van de Metropolitan Line gesloten. Het deel aan de geboorde tunnels werd afgewerkt in de nieuwe stijl van London Transport vooral herkenbaar aan de, destijds houten, roltrappen met de indirecte verlichting en de roundels met de aanduidingen TO TRAINS respectievelijk WAY OUT.  

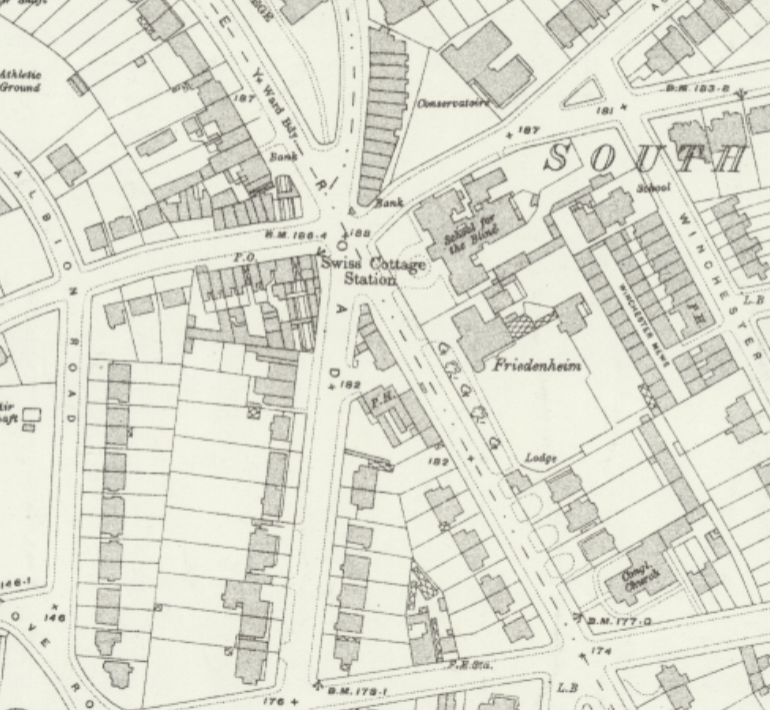
Swiss Cottage op de kaart uit 1915
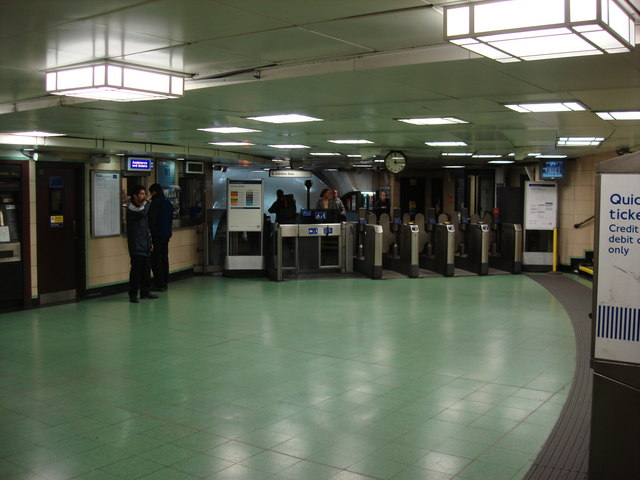
De verdeelhal met poortjes vlak voor de roltrappen
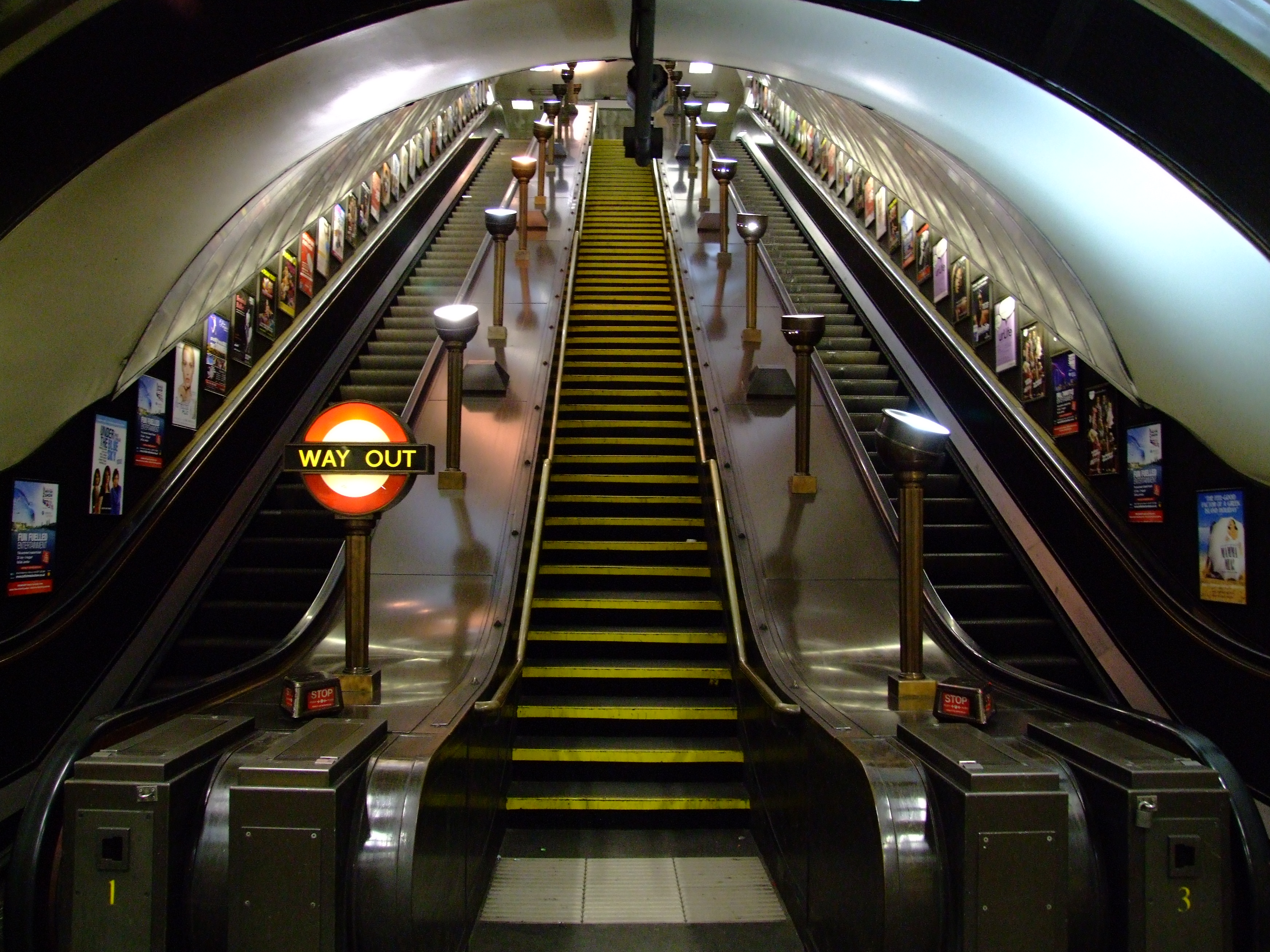
De roltrappen met indirecte verlichting in de stijl van 1939

## Jubilee Line
Nog tijdens de bouw van de Victoria Line werden plannen uitgewerkt voor een nieuwe lijn, de Fleet Line , die het West End met Lewisham zou verbinden via een tunnel onder Fleet Street. In 1977 werd de Fleet line omgedoopt in Jubilee Line en het stuk onder Fleet Street kwam er niet. Net als in 1936 de overbelasting van de  Metropolitan Line, was in de jaren 60 de overbelasting van de Bakerloo Line reden om de Stanmore-tak aan de westkant van de nieuwe lijn te koppelen. Zodoende kon de frequentie op de westelijke tak van de Bakerloo Line worden verhoogd en werd de Stanmore-tak, waaronder Swiss Cottage, op 1 mei 1979 onderdeel van de Jubilee Line. 

Stanmore ·
Canons Park ·
Queensbury ·
Kingsbury ·
Wembley Park ·
Neasden ·
Dollis Hill ·
Willesden Green ·
Kilburn ·
West Hampstead ·
Finchley Road ·
Swiss Cottage ·
St. John's Wood ·
Baker Street ·
Bond Street ·
Green Park ·
Westminster ·
Waterloo ·
Southwark ·
London Bridge ·
Bermondsey ·
Canada Water ·
Canary Wharf ·
North Greenwich ·
Canning Town ·
West Ham ·
Stratford